# پاسکال بل
پاسکال بل (انگلیسی: Pascal Baills؛ زادهٔ ۳۰ دسامبر ۱۹۶۴) بازیکن و مربی سابق فوتبال اهل فرانسه است.
از باشگاه‌هایی که در آن بازی کرده‌است می‌توان به باشگاه فوتبال مون‌پلیه، باشگاه فوتبال استراسبورگ، باشگاه فوتبال المپیک مارسی، و باشگاه فوتبال مون‌پلیه اشاره کرد.
وی همچنین در تیم ملی فوتبال فرانسه بازی کرده‌است.